# El Biod
El Biod là một đô thị thuộc tỉnh Naama, Algérie. Dân số thời điểm năm 2002 là 6.27 người.